# 海門·羅斯
海門·羅斯（Hyman Roth，原名Hyman Suchowsky）是1974年電影《教父第二集》中的虛構人物，反派要角。也是2004年小說《教父歸來》中的配角。羅斯身為猶太黑幫中的投資客，先後與維托·柯里昂和麥可·柯里昂父子成為商業搭擋。原型為黑幫頭目兼博弈業領軍人物邁爾·蘭斯基。是艾爾·帕西諾推薦由他先前的表演老師李·斯特拉斯伯格擔綱演出。

## 人物概述
羅斯的出身背景在《教父第二集》中被刪除。他在這個1920年代初期的場景中，是名混跡於紐約小義大利的汽車修理工，被彼得·克雷曼沙看中，替他取了"嘴皮子強尼"的綽號，並轉介給維托·柯里昂。維托建議原名Hyman Suchowsky的他改名，並問起他最欽佩的人物，海門說是操縱了1919年世界大賽的阿諾·羅斯汀，於是就此將姓氏改為羅斯。
電影其後以當事人的對話交代，羅斯在禁酒令期間與柯里昂家族密切合作，經由打通哈瓦那和加拿大之間的糖蜜走私管道協助進行家族的私酒生意。他本人和創建拉斯維加斯的莫·格林同屬猶太黑幫，也是同鄉，更是關係緊密的盟友。格林死後，羅斯在明面上認為為之憤怒或復仇並不恰當，也承認格林做事有時太超過，但實則對好友被這座名城迅速遺忘感到不值。柯里昂家族的角頭法蘭克·潘坦居利在氣怒交加中表示，雖則維托·柯里昂與海曼·羅斯長久合作，搭擋做生意，也喜歡並尊重這個人，但從不信任羅斯。

## 教父第二集
根據電影情節，羅斯的總部設於邁阿密。雖然健康不佳，但手眼通天，藉由自己的犯罪組織大發橫財。他的得力助手是西西里人強尼·歐拉。羅斯連繫麥可·柯里昂與腐敗的古巴領導人富爾亨西奧·巴蒂斯塔連同若干美國大亨合夥建立企業，以控制雷諾 (內華達州)的賭場牟利。但羅斯的真正計劃是除掉麥可以為（於《教父》中）被謀殺的莫·格林報仇並獲取連帶利益。強尼·歐拉在羅斯指示下偷偷搭上麥可的哥哥弗雷多·柯里昂並取得內幕消息，以嚐試一擊得手。
麥可很快就察覺是羅斯下的手，但依父親生前的勸誡：“親近朋友，貼近敵人”而與羅斯繼續保持良好的商業合作關係。他也懷疑家族中出了內奸裡通外敵，但需要時間來揭穿。
1958年除夕夜，巴蒂斯塔被推翻前夕，麥可下令除掉羅斯，並向弗雷多吐露羅斯看不到新年。麥可的貼身保鏢Bussetta試圖用枕頭悶死在醫院休養的羅斯，卻先死於進入醫院病房向他開槍的古巴士兵手上。斐代爾·卡斯楚的軍隊跟著入城，推翻了巴蒂斯塔政權，壞了麥可的後續計劃，以及羅斯的宏圖。羅斯原本打算以卡普里旅館的控制權為餌，將古巴賭場的所有權轉給麥可等黑手黨頭目大賺一筆。
古巴變天後，美國參議院就組織性犯罪問題舉行聽證會。為求釜底抽薪，羅斯定計由法蘭克·潘坦居利作證指控麥可。他令小頭目羅薩托兄弟襲殺潘坦居利未遂，並使之相信想要他的命的就是麥可，讓他同意在參議院聽證會上指證柯里昂家族。聽證會實際上已受羅斯操控，意圖將麥可當場定罪，連委員會的首席法律顧問都已被羅斯買通。麥可的反擊策略則是從西西里島找來潘坦居利的哥哥文森，巧妙地令他知道劣勢所在，以遵守緘默法則。潘坦居利無法對家鄉的榮譽準則視而不見，從而翻供並讓整場聽證會亂成一團。
羅斯最後一次公開露面是在邁阿密機場，他下機後向眾人表示希望根據回歸法回以色列過退休生活，但其請求（同於現實中的邁爾·蘭斯基）遭以色列最高法院駁回，據稱是由於其犯罪歷史。麥可早已下令無論如何要除掉此人，即使羅斯已命不久長，又即將遭美方拘留。麥可屬下的角頭Rocco Lampone冒充記者，在人下機受訪時開槍奪命。Rocco本人則在試圖脫身時遭特工們亂槍擊斃。
羅斯在吹噓自家「生意」比白道的跨國公司還成功時，聲稱“我們比美國鋼鐵還要大”，這也是邁爾·蘭斯基曾說過的話。